# Часка, Дьёрдь
Дьёрдь Часка (венг. Császka György, 4 декабря 1826 года, Нитра, Австро-Венгрия, ныне Словакия — 11 августа 1904 года, Австро-Венгрия) — католический прелат, епископ Спиша с 15 июня 1874 года по 17 декабря 1891 год, архиепископ Калочи с 17 декабря 1891 по 11 августа 1904 год .

## Биография
23 сентября 1850 года Дьёрдь Часка был рукоположён в диакона и на следующий день 24 сентября его рукоположили в сан священника.
27 февраля 1874 года австро-венгерские власти назначили Дьёрдя Часку епископом Спиша. 15 июня 1874 года Римский папа Пий IX утвердил это назначение. 19 июля 1874 года состоялось рукоположение Дьёрдя Часки в епископа, которое совершил архиепископ Калочи кардинал Янош Шимор.
17 декабря 1891 года Римский папа Лев XIII назначил Дьёрдя Часку архиепископом Калочи.
Скончался 11 августа 1904 года.